# Música da Tunísia
A Tunísia é um país norte-africano com a população predominantemente árabe. O país é mais conhecido pelo malouf [fr], um tipo de música árabe-andalusina [fr], com origem no Al-Andalus, embora na sua forma moderna provavelmente seja muito diferente de qualquer música tocada há mais de quatro séculos. O malouf tunisino está intimamente relacionado com os géneros homónimos da Líbia e da Argélia, bem como ao gharnati [fr] argelino e ao ala de Marrocos.

## Mezwed
Puramente música tunisina com toque pop tunisino. Os cantores Mezwed mais populares são Habbouba, Samir Loussif, Hedi Donia, Faouzi Ben Gamra, Zina Gasriniya e Fatma Bousseha.

## Salhi
Outro género tunisino autêntico, conhecido como Salhi, que pode ser ouvida nestas faixas a partir de 1931 , algumas das quais são cantadas por Ibrahim Ben Hadj Ahmed, e outras por outro cantor chamado Ben Sassi. O estilo pode estar relacionado com a música berbere e é tão antiga e autêntica como uma faceta da Tunísia. Salhi é como uma identidade nacional.